# Championnat de Suisse de hockey sur glace 1985-1986
Saison précédente Saison suivante
La saison 1985-1986 est la 77e saison du championnat de Suisse de hockey sur glace. La LNA voit la consécration du HC Lugano comme vainqueur de la saison régulière et du titre, à l'issue des play-off, disputés pour la première fois de l'histoire du hockey helvétique.

## Ligue nationale A

### Mode de championnat
Le championnat comporte tout d'abord 36 matches, lors desquels les dix équipes de LNA se rencontrent chacune à quatre reprises. A la fin, les quatre premières équipes du classement se disputent le titre de champion dans des play-off, alors que les deux dernières équipes sont reléguées en LNB.

### Saison régulière
Lugano termine la saison régulière à la première place de LNA, suivi de près par Davos, qui ne remporte que trois victoires de moins sur les 36 rencontres. Le Zürcher SC finit dernier avec seulement onze victoires et descend en LNB, alors que les quatre premières équipes du championnat sont qualifiées pour les play-off. Le HC Olten, avant-dernier du championnat, est repêché à la suite de la demande de relégation volontaire, pour raisons financières, du HC Arosa en 1re ligue.
| Clt   | Équipe               | PJ | V  | D  | N | BP  | BC  | Diff | Pts |
| ----- | -------------------- | -- | -- | -- | - | --- | --- | ---- | --- |
| +001, | HC Lugano            | 36 | 27 | 5  | 4 | 204 | 108 | +96  | 58  |
| +002, | HC Davos (T)         | 36 | 24 | 7  | 5 | 202 | 129 | +73  | 53  |
| +003, | EHC Kloten           | 36 | 19 | 14 | 3 | 214 | 140 | +74  | 41  |
| +004, | HC Sierre (P)        | 36 | 16 | 15 | 5 | 155 | 167 | -12  | 37  |
| +005, | HC Bienne            | 36 | 14 | 17 | 5 | 181 | 199 | -18  | 33  |
| +006, | HC Fribourg-Gottéron | 36 | 14 | 19 | 3 | 157 | 190 | -33  | 31  |
| +007, | HC Arosa             | 36 | 12 | 19 | 5 | 166 | 191 | -25  | 29  |
| +008, | HC Ambrì-Piotta (P)  | 36 | 11 | 18 | 7 | 161 | 190 | -29  | 29  |
| +009, | HC Olten (P)         | 36 | 12 | 22 | 2 | 132 | 215 | -83  | 26  |
| +010, | Zürcher SC (P)       | 36 | 11 | 24 | 1 | 136 | 179 | -43  | 23  |

- En gras : qualifié pour les play-off
- Relégué volontairement en 1re ligue
- En italique : relégué en LNB

### Play-off
Les quatre qualifiés qui accèdent aux play-off commencent par les demi-finales. Le premier de la saison régulière affronte le quatrième tandis que le deuxième affronte le troisième. Le vainqueur est désigné en trois manches gagnantes, chaque partie se déroulant en alternance dans les deux villes qui s'affrontent, le club ayant été le mieux classé commençant à domicile. Il doit obligatoirement y avoir un vainqueur avec, si besoin, prolongations puis tirs au but, contrairement à la saison régulière durant laquelle les matchs nuls sont comptabilisés comme tels à la fin du temps réglementaire. 
La finale, qui voit s'affronter Davos et Lugano, les deux premiers de la saison régulière, se joue en deux rencontres gagnantes. Ce sont finalement les Tessinois qui l'emportent 5-0 dans leur première confrontation face aux Grisons, puis 7-5 à l'extérieur.
|  | Demi-finales  | Demi-finales |           |   | Finale | Finale |
|  | Demi-finales  | Demi-finales |           |   | Finale | Finale |
|  |               |              |           |   |        |        |
|  |               |              |           |   |        |        |
|  |               |              |           |   |        |        |
|  | HC Lugano     | 2            |           |   |        |        |
|  | HC Lugano     | 2            |           |   |        |        |
|  | HC Sierre (P) | 0            |           |   |        |        |
|  | HC Sierre (P) | 0            | HC Lugano | 2 |        |        |
|  |               |              | HC Lugano | 2 |        |        |
|  |               | HC Davos (T) | 0         |   |        |        |
|  | HC Davos (T)  | HC Davos (T) | 0         | 2 |        |        |
|  | HC Davos (T)  |              |           | 2 |        |        |
|  | EHC Kloten    | 1            |           |   |        |        |
|  | EHC Kloten    | 1            |           |   |        |        |

Les perdants des demi-finales, l'EHC Kloten et le HC Sierre, se disputent la troisième place sur deux manches. C'est Kloten qui l'emporte, après deux parties riches en buts, (9-1 lors de la première manche, 4-4 lors de la deuxième) avec un total de 13 buts contre 5 pour Sierre.

## Statistiques

### Classement par points en saison régulière
À l'issue de la saison régulière, un classement des joueurs par points est établi.
| Clt | Nom                | Équipe          | PJ | B  | A  | Pts |
| --- | ------------------ | --------------- | -- | -- | -- | --- |
| 1   | Normand Dupont     | HC Bienne       | 36 | 44 | 45 | 89  |
| 2   | Lance Nethery      | HC Davos        | 36 | 46 | 33 | 79  |
| 3   | Kent Johansson     | HC Lugano       | 35 | 40 | 39 | 79  |
| 4   | Robert Mongrain    | EHC Kloten      | 34 | 44 | 33 | 77  |
| 5   | Kelly Glowa        | HC Sierre       | 34 | 42 | 33 | 75  |
| 6   | Robert Miller (en) | HC Sierre       | 35 | 36 | 37 | 73  |
| 7   | Ronald Wilson      | HC Davos        | 35 | 29 | 37 | 66  |
| 8   | Dale McCourt       | HC Ambrì-Piotta | 32 | 42 | 17 | 59  |
| 9   | Daniel Poulin      | HC Bienne       | 35 | 26 | 33 | 59  |
| 10  | Roberto Lavoie     | HC Olten        | 35 | 30 | 27 | 57  |

### Classement par points en play-off
| Clt | Nom                | Équipe     | PJ | B | A | Pts |
| --- | ------------------ | ---------- | -- | - | - | --- |
| 1   | Kent Johansson     | HC Lugano  | 4  | 9 | 4 | 13  |
| 2   | Pavel Richter (de) | EHC Kloten | 5  | 4 | 6 | 10  |
| 3   | Robert Mongrain    | EHC Kloten | 5  | 8 | 1 | 9   |
| 4   | Jörg Eberle        | HC Lugano  | 4  | 4 | 5 | 9   |
| 5   | Ronald Wilson      | HC Davos   | 5  | 6 | 2 | 8   |
| 6   | Lance Nethery      | HC Davos   | 5  | 2 | 5 | 7   |
| 7   | Urs Bärtschi (de)  | EHC Kloten | 5  | 0 | 6 | 6   |
| 8   | Andreas Ton        | HC Lugano  | 4  | 3 | 2 | 5   |
| 9   | Didier Massy       | HC Sierre  | 4  | 3 | 2 | 5   |
| 10  | Felix Hollenstein  | EHC Kloten | 5  | 3 | 2 | 5   |

## Ligue nationale B

### Mode de championnat
Comme en LNA, le championnat comporte tout d'abord 36 matches, lors desquels les dix équipes de LNB se rencontrent chacune à quatre reprises. À la fin, les quatre premières se disputent le titre de champion et la promotion en LNA dans des play-off, alors que les deux dernières équipes sont directement reléguées en 1re ligue.

### Saison régulière
| Clt   | Équipe             | PJ | V  | D  | N | BP  | BC  | Diff | Pts |
| ----- | ------------------ | -- | -- | -- | - | --- | --- | ---- | --- |
| +001, | CP Berne           | 36 | 25 | 7  | 4 | 190 | 103 | 87   | 54  |
| +002, | EHC Dübendorf      | 36 | 19 | 9  | 8 | 178 | 133 | 45   | 46  |
| +003, | HC Coire (R)       | 36 | 18 | 11 | 7 | 156 | 121 | 35   | 43  |
| +004, | HC Bâle-Rotweiss   | 36 | 19 | 13 | 4 | 173 | 140 | 33   | 42  |
| +005, | SC Rapperswil-Jona | 36 | 17 | 13 | 6 | 177 | 160 | 17   | 40  |
| +006, | SC Langnau (R)     | 36 | 15 | 17 | 4 | 151 | 163 | -12  | 34  |
| +007, | HC Ajoie (P)       | 36 | 14 | 17 | 5 | 135 | 170 | -35  | 33  |
| +008, | EV Zoug            | 36 | 13 | 17 | 6 | 131 | 142 | -11  | 32  |
| +009, | Lausanne HC (P)    | 36 | 14 | 20 | 2 | 138 | 176 | -38  | 30  |
| +010, | Genève-Servette HC | 36 | 2  | 32 | 2 | 121 | 242 | -121 | 6   |

- En gras : qualifié pour les play-off
- En italique : relégué en 1re ligue

### Play-off
Le HC Coire remporte le championnat et est promu. Finaliste, le CP Berne accède également à la LNA.
|  | Demi-finales     | Demi-finales |          |   | Finale | Finale |
|  | Demi-finales     | Demi-finales |          |   | Finale | Finale |
|  |                  |              |          |   |        |        |
|  |                  |              |          |   |        |        |
|  |                  |              |          |   |        |        |
|  | CP Berne         | 2            |          |   |        |        |
|  | CP Berne         | 2            |          |   |        |        |
|  | HC Bâle-Rotweiss | 0            |          |   |        |        |
|  | HC Bâle-Rotweiss | 0            | CP Berne | 1 |        |        |
|  |                  |              | CP Berne | 1 |        |        |
|  |                  | HC Coire (R) | 2        |   |        |        |
|  | EHC Dübendorf    | HC Coire (R) | 2        | 0 |        |        |
|  | EHC Dübendorf    |              |          | 0 |        |        |
|  | HC Coire (R)     | 2            |          |   |        |        |
|  | HC Coire (R)     | 2            |          |   |        |        |

### Statistiques

#### Classement par points en saison régulière
À l'issue de la saison régulière, un classement des joueurs par points est établi, comptant le nombre de points correspondant à la somme du nombre de buts et d'assits.
| Clt | Nom                  | Équipe             | PJ | B  | A  | Pts |
| --- | -------------------- | ------------------ | -- | -- | -- | --- |
| 1   | Michael McParland    | SC Rapperswil-Jona | 34 | 36 | 52 | 88  |
| 2   | Brian Hills          | HC Coire           | 36 | 47 | 33 | 80  |
| 3   | Kirk Bowman (en)     | CP Berne           | 35 | 37 | 41 | 78  |
| 4   | Rick Boehm           | EHC Dübendorf      | 35 | 21 | 47 | 68  |
| 5   | Peter Sullivan (en)  | SC Langnau         | 36 | 34 | 27 | 61  |
| 6   | Urban Kohler         | SC Rapperswil-Jona | 36 | 34 | 24 | 58  |
| 7   | Adrian Hotz          | EHC Dübendorf      | 34 | 32 | 26 | 58  |
| 8   | Bernie Johnston (en) | HC Bâle-Rotweiss   | 36 | 27 | 29 | 56  |
| 9   | Tim Cranston         | Genève-Servette HC | 30 | 28 | 26 | 54  |
| 10  | Robert Martin        | CP Berne           | 35 | 28 | 24 | 52  |